# Altoefjevo
Altoefjevo (Russisch: Алтуфьево uitspraakⓘ) is een station aan de Serpoechovsko-Timirjazevskaja-lijn van de Moskouse metro. 

## Geschiedenis
Het station heeft, net als de noord-zuid lopende laan boven het station, de oude naam gekregen van het gebied, dat in 1960 door Moskou werd geannexeerd, waar het station ligt. Ten tijde van de Sovjet-Unie was het de bedoeling om het noordelijke eindpunt van de lijn bij het voorstadsstation Lianozovo te bouwen. Gewijzigde plannen hadden een nieuw noordelijk eindpunt zodat ook de hoogbouwwijk aan de noordrand van de stad een aansluiting op de metro zou krijgen. In 1992 werd de naam Tsjerepovetskaja gebruikt, vervolgens Altoefjevskaja en bij de opening werd de naam Altoefjevo toegekend aan het 150e metrostation van Moskou. Sinds de opening op 15 juli 1994 is het het noordelijkste station van de Moskouse metro.
Omdat het station na het uiteenvallen van de Sovjet-Unie werd geopend ontbreekt de inscriptie "Metro van Moskou genoemd naar V. I. Lenin bij de ingangen van de verdeelhallen.

## Ligging en ontwerp
Ondergronds is er sprake van een enkelgewelfdstation op 9 meter onder straatniveau. Het gewelf is ter plaatse gegoten uit gewapend beton en rust op lage tunnelwanden die eerder in de grond waren geplaatst. Deze tunnelwanden zijn bekleed met zwart marmer, terwijl perron bestaat uit zwart en grijs graniet. In het gewelf zijn ronde openingen aangebracht voor de verlichting. De oorspronkelijke kwiklampen zijn in 2013 vervangen door tl-buizen hetgeen de helderheid ten goede kwam. Door lekkages zijn in de loop der tijd vlekken op het gewelf ontstaan en ingenieursbureau Metrogiprotrans ontwikkelt een herstelprogramma om het station waterdicht te maken. Ten noorden van het perron liggen vier kopsporen die naast de functie als keerspoor ook gebruikt worden als opstelsporen tijdens de nacht. Tevens is er een onderhoudspunt waar de metro's uit het wagenpark van de depots Vladykino
en Varsjavskaja klein onderhoud kunnen krijgen. 

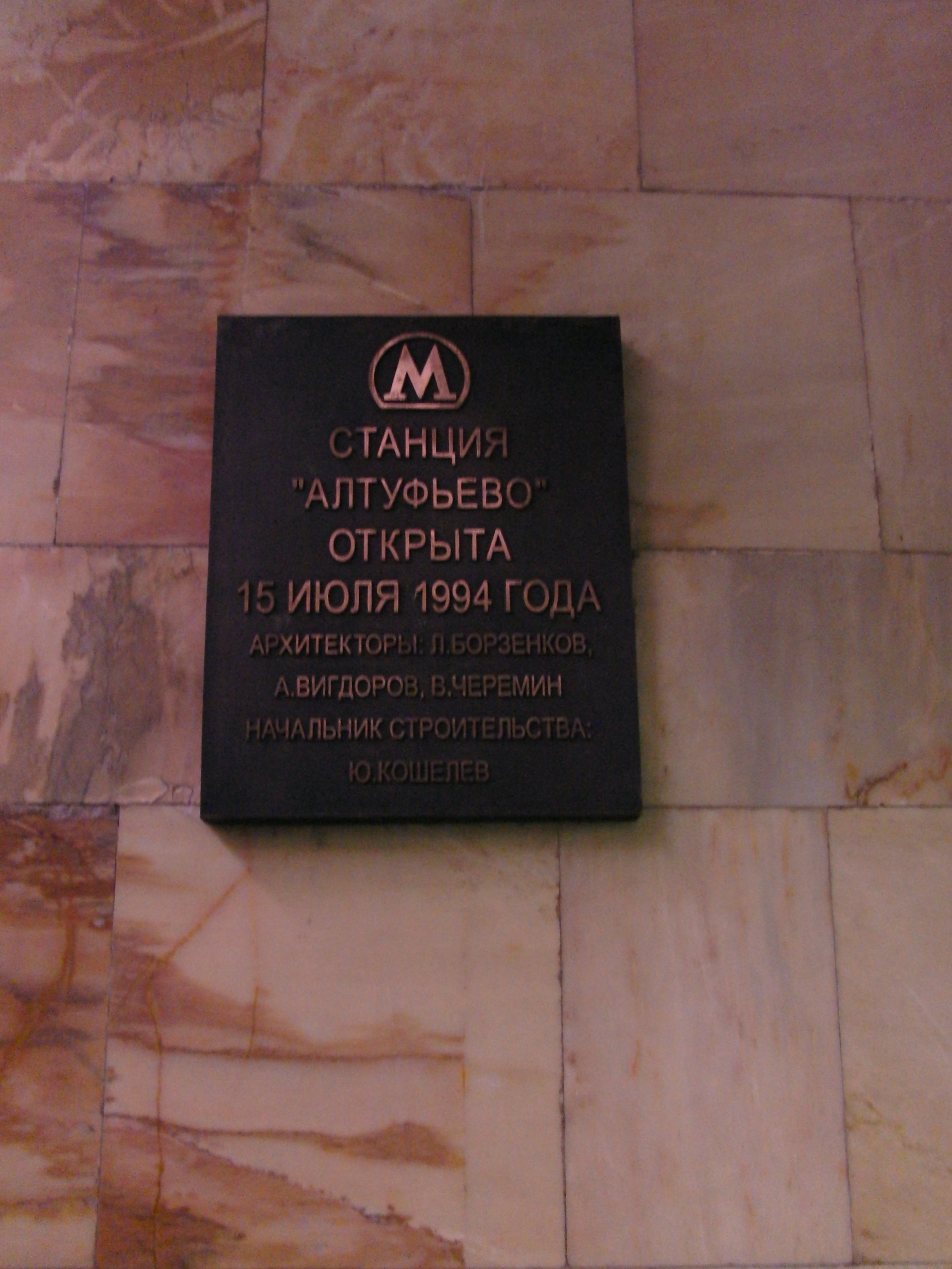
Het officiële naambord
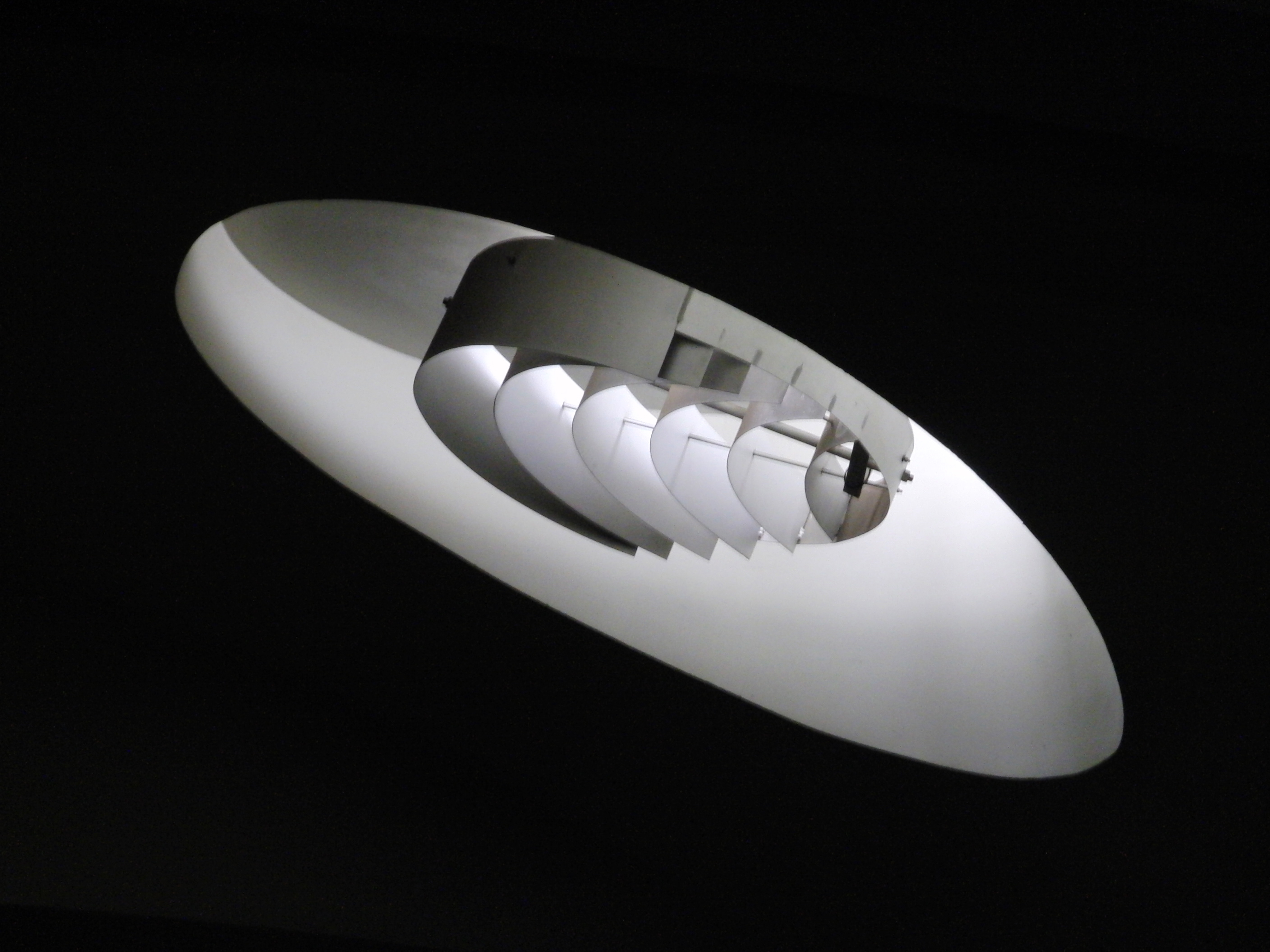
lichtbak in het plafond
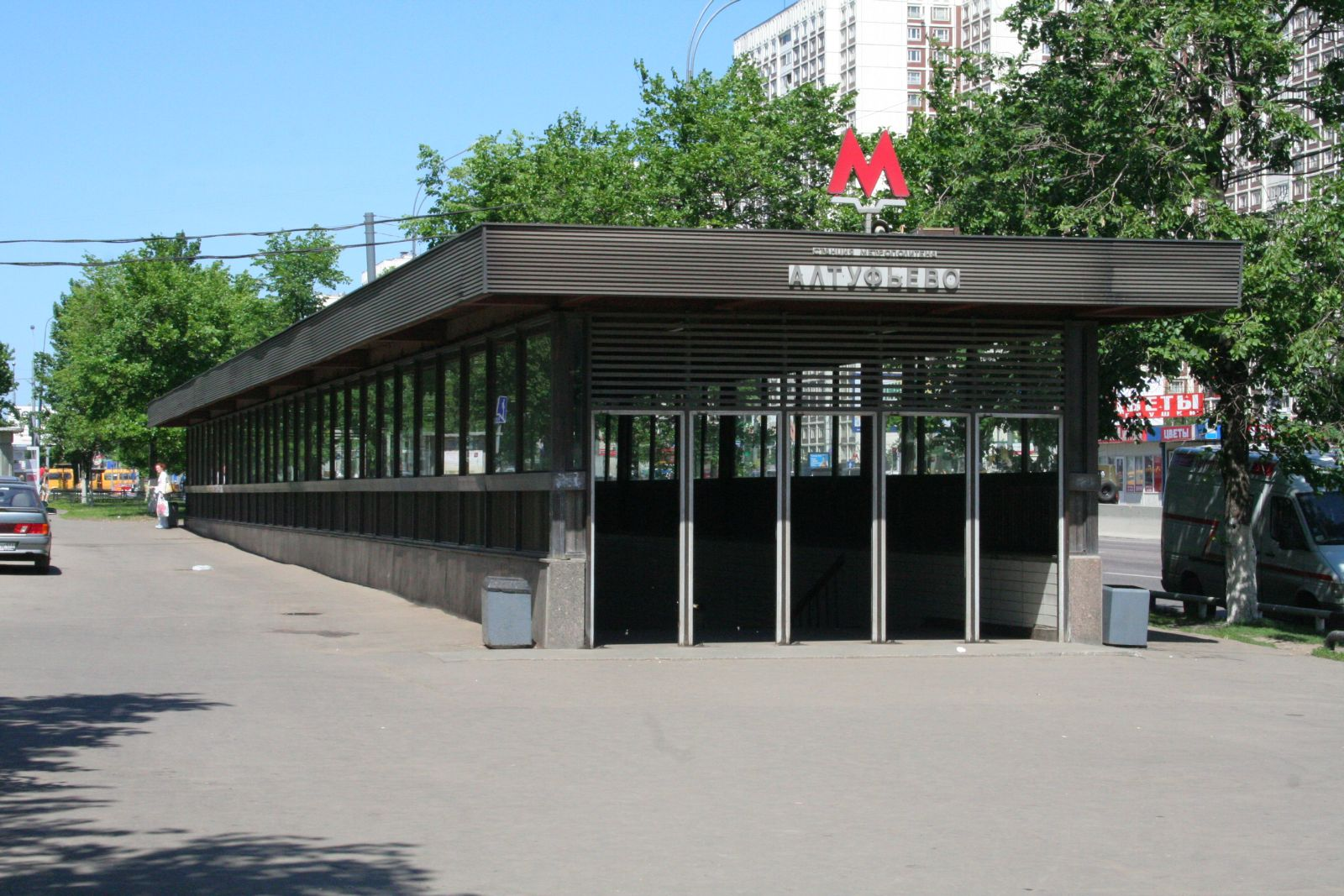
Toegangsgebouw

Het perron ligt onder het kruispunt van de Altoefjevskoje Sjosse en de Tsjerepovetskaja Oelitsa, de twee verdeelhallen liggen ten noorden respectievelijk ten zuiden van het kruispunt. Ze zijn elk verbonden met een voetgangerstunnel met uitgangen aan beide zijden van de Altoefjevskoje Sjosse.
Van februari tot augustus 2009 was de noordelijke verdeelhal gesloten in verband met reparaties. Altoefjevo was het eerste Moskouse metrostation met een lift voor rolstoelgebruikers. Deze lift bevond zich in de noordelijke verdeelhal, maar werd begin 2014 verwijderd nadat de lift al geruime tijd onbruikbaar was. 

## Reizigersverkeer
De noordelijke verdeelhal opent om 5:40 uur, de zuidelijke verdeelhal al om 5:30 uur. Op even dagen kunnen de reizigers om 6:03 uur vertrekken. Op oneven werkdagen vertrekt de eerste metro om 5:41 uur en op oneven dagen in het weekeinde al om 5:40 uur. In 1999 werden 73.270 reizigers per dag geteld, in 2002 liep dit op tot 72.200 instappers en 72.300 uitstappers. Door de ligging van het station aan de noordrand van de stad is het tevens een overstappunt voor stads- en streekbussen naar het rayon noord en de stad Dolgoproednyj, beiden ten noorden van de MKAD. Daarnaast hebben nog 14 interlokale buslijnen hun Moskouse eindpunt bij het station.